# Kreslící si chlapci
Kreslící si chlapci (Boys Drawing) je obraz švédské malířky Sofie Ribbing (6. března 1835, Adelöv, Småland - 7. prosince 1894, Kristiania), celým jménem Sofia Amalia Ribbing. Je uložen ve sbírkách Göteborgs Konstmuseum ve Švédsku. Obraz ukazuje sedící dva chlapce. Starší chlapec cosi kreslí a mladší ho soustředěně pozoruje. Motivem obrazu je zobrazení každodenní reality, bez příkras přikrášlení. Za chlapci je dokonce vidět i oprýskaná zeď. Obraz byl muzeem Göteborgs Konstmuseum zakoupen brzy poté, co byl roce 1866 namalován.